# Finał Pucharu Polski w piłce nożnej 1982
Finał Pucharu Polski w piłce nożnej 1982 – mecz piłkarski kończący rozgrywki Pucharu Polski 1981/1982 oraz mający na celu wyłonienie triumfatora tych rozgrywek, który został rozegrany 19 maja 1982 roku na Stadionie Śląska Wrocław we Wrocławiu, pomiędzy Lechem Poznań a Pogonią Szczecin. Trofeum po raz 1. wywalczył Lech Poznań, który uzyskał tym samym prawo gry w Pucharze Zdobywców Pucharów 1982/1983.

## Droga do finału
| Lech Poznań                              | Lech Poznań                              | Lech Poznań                              | Runda       | Pogoń Szczecin | Pogoń Szczecin         | Pogoń Szczecin |
| Data                                     | Przeciwnik                               | Wynik                                    | Runda       | Data           | Przeciwnik             | Wynik          |
| ---------------------------------------- | ---------------------------------------- | ---------------------------------------- | ----------- | -------------- | ---------------------- | -------------- |
| Klub rozpoczął rozgrywki od 1/16 finału. | Klub rozpoczął rozgrywki od 1/16 finału. | Klub rozpoczął rozgrywki od 1/16 finału. | III runda   | 15.08.1981     | Mieszko Gniezno        | 4:2            |
| Klub rozpoczął rozgrywki od 1/16 finału. | Klub rozpoczął rozgrywki od 1/16 finału. | Klub rozpoczął rozgrywki od 1/16 finału. | IV runda    | 26.08.1981     | Stal Stocznia Szczecin | 3:1 pd.        |
| 21.10.1981                               | Stilon Gorzów Wielkopolski               | 1:4                                      | 1/16 finału | 21.10.1981     | Odra Opole             | 2:1 pd.        |
| 25.11.1981                               | Zagłębie Sosnowiec                       | 3:0                                      | 1/8 finału  | 25.11.1981     | Zagłębie Wałbrzych     | 3:2            |
| 05.12.1981                               | Widzew Łódź                              | 1:1 (k. 5:4)                             | Ćwierćfinał | 05.12.1981     | Wisła Kraków           | 2:1            |
| 28.02.1982                               | Arka Gdynia                              | 2:0                                      | Półfinał    | 28.02.1982     | Górnik Zabrze          | 2:1 pd.        |

## Tło
W finale rozgrywek zmierzyli się ze sobą Lech Poznań oraz po raz drugi z rzędu Pogoń Szczecin, tym razem jako drużyna z ekstraklasy. Mecz miał pierwotnie odbyć się 12 maja 1982 roku na Stadionie Wojska Polskiego w Warszawie, jednak na wniosek Milicji Obywatelskiej, z powodu stanu wojennego w Polsce oraz z powodu wydarzeń podczas finału 1980 w Częstochowie (bójka kibiców Lecha Poznań i Legii Warszawa), a zarazem chęci zemsty kibiców drużyny Wojskowych, zdecydowano się na zmianę obiektu i wybór padł na Stadion Śląska Wrocław we Wrocławiu.

## Mecz

### Przebieg meczu
Mecz odbył się 19 maja 1982 roku na Stadionie Śląska Wrocław we Wrocławiu. Mecz był bardzo wyrównany, lecz triumfowała w nim drużyna Kolejorza, po tym jak w 37. minucie mocny strzał z rzutu wolnego oddał Józef Adamiec, natomiast bramkarz drużyny Portowców, Marek Szczech nie zdołał utrzymać, do której wkrótce doskoczył Mirosław Okoński i z bliska skierował piłkę do siatki, decydując tym samym o triumfie swojego klubu w rozgrywkach.

### Szczegóły meczu
| 19 maja 1982 17:00 | Lech Poznań · Okoński 37' | 1:0Raport | Pogoń Szczecin | Stadion Śląska Wrocław, Wrocław Widzów: 15 000 Sędzia: Aleksander Suchanek (Kraków) |
|                    |                           |           |                |                                                                                     |

| Lech Poznań:     |  |                      |              |
|                  |  |                      |              |
| BR               |  | Piotr Mowlik         |              |
| OB               |  | Hieronim Barczak     |              |
| OB               |  | Marek Skurczyński    |              |
| OB               |  | Krzysztof Pawlak     |              |
| OB               |  | Andrzej Strugarek    | Żółta kartka |
| PO               |  | Józef Adamiec        |              |
| PO               |  | Bogusław Oblewski    |              |
| PO               |  | Ryszard Szewczyk     |              |
| PO               |  | Jerzy Krzyżanowski   |              |
| NA               |  | Mariusz Niewiadomski |              |
| NA               |  | Mirosław Okoński     |              |
| Zmiany:          |  |                      |              |
| Trener:          |  |                      |              |
| Wojciech Łazarek |  |                      |              |

| Pogoń Szczecin: |  |                      |  |     |
|                 |  |                      |  |     |
| BR              |  | Marek Szczech        |  |     |
| OB              |  | Marek Ostrowski      |  |     |
| OB              |  | Zbigniew Kozłowski   |  |     |
| OB              |  | Kazimierz Sokołowski |  |     |
| OB              |  | Zbigniew Czepan      |  |     |
| PO              |  | Marek Włoch          |  |     |
| PO              |  | Leszek Piekarczyk    |  | 45' |
| PO              |  | Leszek Wolski        |  |     |
| PO              |  | Jarosław Biernat     |  |     |
| NA              |  | Zbigniew Stelmasiak  |  |     |
| NA              |  | Janusz Turowski      |  |     |
| Zmiany:         |  |                      |  |     |
| PO              |  | Andrzej Krawczyk     |  | 46' |
| Trener:         |  |                      |  |     |
| Jerzy Kopa      |  |                      |  |     |

| Puchar Polski w piłce nożnej 1981/1982 Zwycięzcy |
| ------------------------------------------------ |
| Lech Poznań 1. Tytuł                             |